# اندوور
اندووِر (به انگلیسی: Andover) شهرکی در شهرستان اسکس ایالت ماساچوست می‌باشد که در سال ۱۶۴۶ بنیان‌گذاری شده‌است. این شهرک در سرشماری سال ۲۰۱۰ میلادی، ۳۳٬۲۰۱ نفر جمعیت داشته‌است.